# 한규택
한규택(韓圭䕪, 1930년 4월 13일 ~ 1950년 11월 20일)는 대한민국 해병대 삼등병조(하사)이다.

## 일생
1940년 4월 13일 제주에서 출생한 한규택 삼등병조는 1950년 8월 해병대 3기로 자원입대하였다. 이후 화기소대 기관총 사수로 1950년 11월 20일 동양리 전투에 참전하였다. 평안남도 양덕군 동양리 일대를 준동하는 적 패잔병 3,500여 명 소탕과 더불어 평양~원산사이 도로의 요충지인 동양리 일대를 지키기 위해 고군분투하던 가운데 중화기로 무장한 200여 명의 적이 기습공격을 감행하였다.
이에 맞서 한규택 삼등병조는 소대원들의 지원사격과 엄호를 받으며 철수를 시도하였으나 적탄에 부상을 당하게 된다. 이후 기관총 진지를 공격하던 중 적탄에 맞아 전사하였다.